# Флаг Петровского района (Саратовская область)
Флаг Петро́вского муниципального района Саратовской области Российской Федерации — опознавательно-правовой знак, служащий официальным символом муниципального образования.
Ныне действующий флаг утверждён 16 сентября 2014 года решением Петровского районного собрания № 53-272 и подлежит внесению в Государственный геральдический регистр Российской Федерации.

## Описание
«Прямоугольное полотнище красного цвета с отношением ширины к длине 2:3, на котором воспроизведено изображение герба г. Петровска — рука, исходящая из облака».

## Обоснование символики
Флаг разработан на основе герба Петровского муниципального района, утверждённого решением Петровского районного собрания от 17 апреля 1998 года № 71, который, в свою очередь, воспроизводит исторический, пожалованный 23 августа (3 сентября) 1781 года, герб города Петровска. Согласно Указу о пожаловании, в гербе изображена «рука, исходящая из облака в красном поле, держащая два ключа». Геральдическое описание герба Петровского муниципального района гласит: «В червлени (красном поле) выходящая из серебряного облака десница в лазоревой (синей, голубой) одежде, держащая золотой короткий шнур, на котором висят два таковых же ключа, бородками врозь».
Голубой цвет (лазурь) — символ величия, красоты, преданности.
Белый цвет (серебро) — символ простоты, совершенства, мудрости, благородства, мира и взаимного сотрудничества.

## История
Первый флаг Петровского муниципального района был утверждён 30 августа 2012 года решением Петровского районного собрания № 13-92, описание флага гласило:

Прямоугольное полотнище красного цвета с отношением ширины к длине 2:3 с двумя равновеликими полосами у древка составляющими 1/8 ширины флага. На красной полосе, составляющей 3/4 ширины полотнища, воспроизведено изображение герба г. Петровска — рука, исходящая из облака
.

### Конкурс
27 июня 2012 года, постановлением администрации Петровского муниципального района № 716, в целях воспитания патриотизма, чувства гордости историческими и культурными традициями, создания средства визуальной идентификации Петровского муниципального района в тех случаях и ситуациях, когда для данной цели невозможно или недостаточно использование герба, объявлено проведение конкурса по созданию проектов флага Петровского муниципального района со 2 июля по 13 августа 2012 года.
Конкурс проектов флага Петровского муниципального района проводился с целью рассмотрения проектов вводимого в использование символа — флага, художественно-смысловое содержание которого направлено на воспитание патриотизма, чувства гордости историческими и культурными традициями, на осознание жителями того, что Петровский муниципальный район является неотъемлемой частью Российской Федерации в составе Саратовской области.
В конкурсе имели право участвовать граждане Российской Федерации и юридические лица.
Рассмотрение конкурсных материалов осуществлялось конкурсной комиссией в четыре этапа:
1. отбор работ членами комиссии;
2. обсуждение работ общественностью;
3. оценка материалов специалистами, компетентными в концептуальных аспектах создания официальной символики Петровского муниципального района, привлечёнными организатором конкурса;
4. определение победителя конкурса.